# ویلتون ایوی
ویلتون ایوی (انگلیسی: Wilton Ivie؛ ۲۸ مارس، ۱۹۰۷ – ۸ اوت ۱۹۶۹ (aged ۶۲)) یک دانشمند اهل ایالات متحده آمریکا بود.